# Vrgada
La Isla Vrgada (en croata: Otok Vrgada) es una isla frente a la costa de Croacia en el Mar Adriático. Se encuentra a medio camino entre Zadar y Šibenik, en el noroeste del archipiélago de Murter y el sur de Biograd na Moru, a 2,5 millas náuticas (4,6 kilómetros) de la parte continental. Cuenta con área de 3,7 kilómetros cuadrados y una población de 242 habitantes. El único asentamiento de la isla también se llama Vrgada y está rodeado de un bosque de pinos. Las principales industrias son la agricultura y la pesca. En la costa noreste, hay varias pequeñas calas. 